# Georgj Tenadze
Georgj Tenadze, född den 24 maj 1962, är en sovjetisk judoutövare.
Han tog OS-brons i herrarnas lättvikt i samband med de olympiska judotävlingarna 1988 i Seoul.